# Slottet Scheibbs

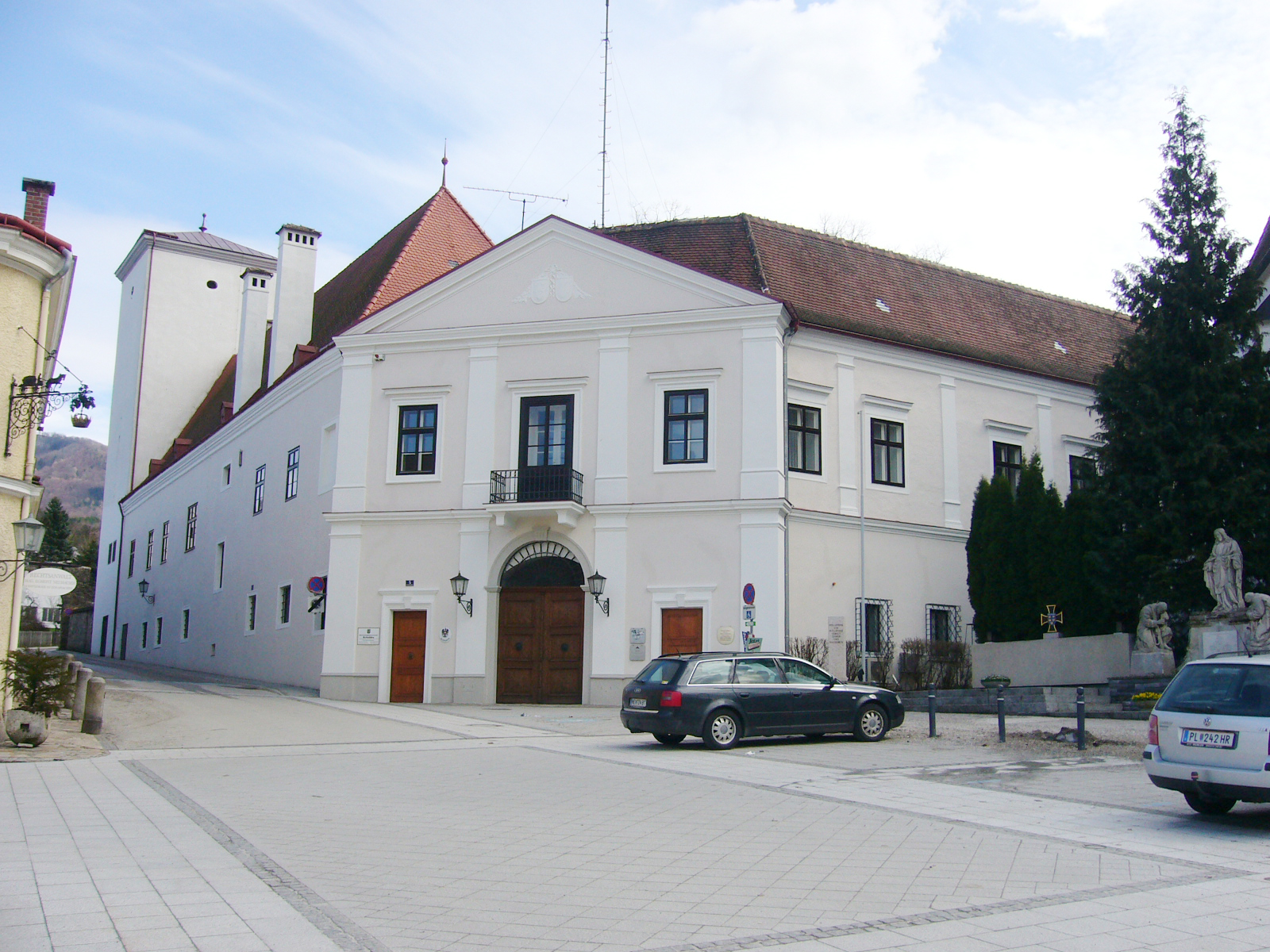
Slottet Scheibbs

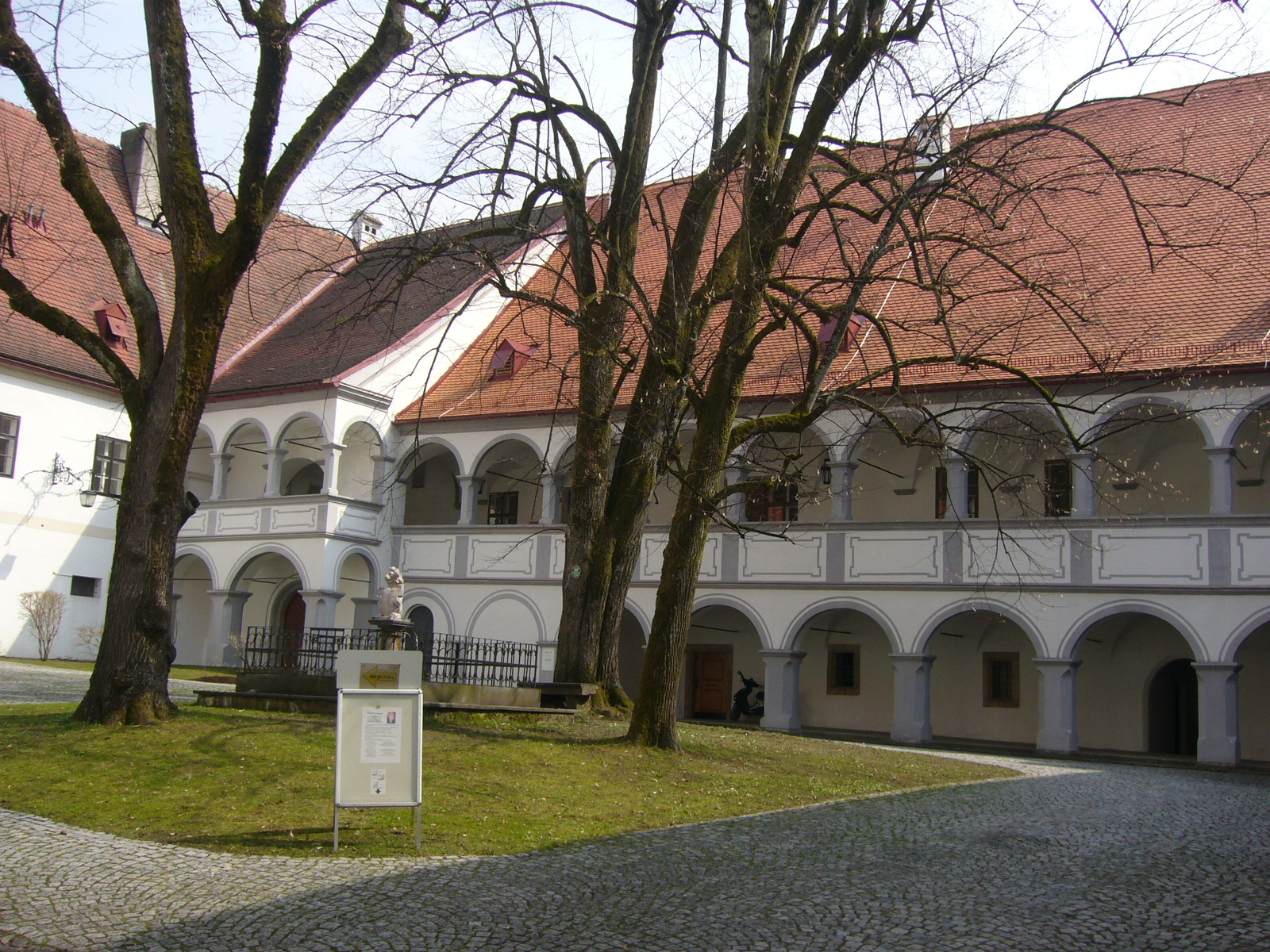
Innergården

Slottet Scheibbs är ett slott i staden Scheibbs i det österrikiska förbundslandet Niederösterreich. Slottet är belägen i stadens centrum. Slottet som förr i tiden var förvaltningssäte för klostret Gamings herravälde inhyser idag distriktsförvaltningen för distriktet Scheibbs.
Slottets anor går tillbaka till en tidigmedeltida försvarskyrka som byggdes på en strategiskt fördelaktig plats i Erlaufdalen. Den blev senare en viktig del i ortens befästningsanläggning. 1338 donerade hertig Albrekt II orten Scheibbs till klostret Gaming. Scheibbs blev förvaltningscentrum för klostrets herravälde och slottet förvaltningssäte. Efter upplösningen av klostret 1782 bytte slottet ägare flera gånger. Bland dessa bör företagaren Andreas Töpper nämnas som lät bygga entré-området. Sedan 1954 är slottet i förbundslandet Niederösterreichs ägo.
Slottet bildar en enhet med stadskyrkan, stadsmuren och prästgården. På vänster sida av det rektangulära slottet som gränsar till stadsmuren står ett gammalt försvarstorn där stadsmuren och stadsporten med torn ansluter. På höger sida står stadskyrkan vägg i vägg. I slottets innergård hittar man en arkadgång från renässanstiden. I vissa av slottet salar hittas gamla fresker.